# Diogo Antônio Feijó
Diogo Antônio Feijó (ur. 17 sierpnia 1784 w São Paulo, zm. 10 listopada 1843 tamże) – brazylijski duchowny katolicki, polityk, regent Cesarstwa Brazylii w latach 1835-1837, mason.